# Betzdorf
Betzdorf é uma comuna do Luxemburgo, pertence ao distrito de Grevenmacher e ao cantão de Grevenmacher.

## Demografia
Dados do censo de 15 de fevereiro de 2001:
- população total: 2.369
  - homens: 1.153
  - mulheres: 1.216
- densidade: 90,84 hab./km²
- distribuição por nacionalidade:

| Nacionalidade  | População | %      |
| -------------- | --------- | ------ |
| luxemburgueses | 1.733     | 73,15% |
| estrangeiros   | 636       | 26,85% |
| - portugueses  | 162       | 6,84%  |
| - franceses    | 83        | 3,50%  |
| - italianos    | 71        | 3,00%  |
| - belgas       | 74        | 3,12%  |
| - alemães      | 91        | 3,84%  |
| - iuguslavos   | 5         | 0,21%  |
| - outros       | 150       | 6,33%  |

- Crescimento populacional:

| Ano        | População |
| ---------- | --------- |
| 15/02/2001 | 2.369     |
| 01/01/2002 | 2.449     |
| 01/01/2003 | 2.576     |
| 01/01/2004 | 2.569     |
| 01/01/2005 | 2.587     |